# Гхатайл (подокруг)
Гхатайл (бенг. ঘাটাইল, англ. Ghatail) — подокруг в центральной части Бангладеш. Входит в состав округа Тангайл. Административный центр — город Гхатайл. Площадь подокруга — 451,30 км². По данным переписи 1991 года численность населения подокруга составляла 341 376 человек. Плотность населения равнялась 756 чел. на 1 км². Уровень грамотности населения составлял 27,4 %. Религиозный состав: мусульмане — 95,4 %, индуисты — 3,4 %, прочие — 1,2 %.